# Bathysa perijaensis
Bathysa perijaensis là một loài thực vật có hoa trong họ Thiến thảo. Loài này được (Steyerm.) Delprete mô tả khoa học đầu tiên năm 1996.